# Виконт Худ

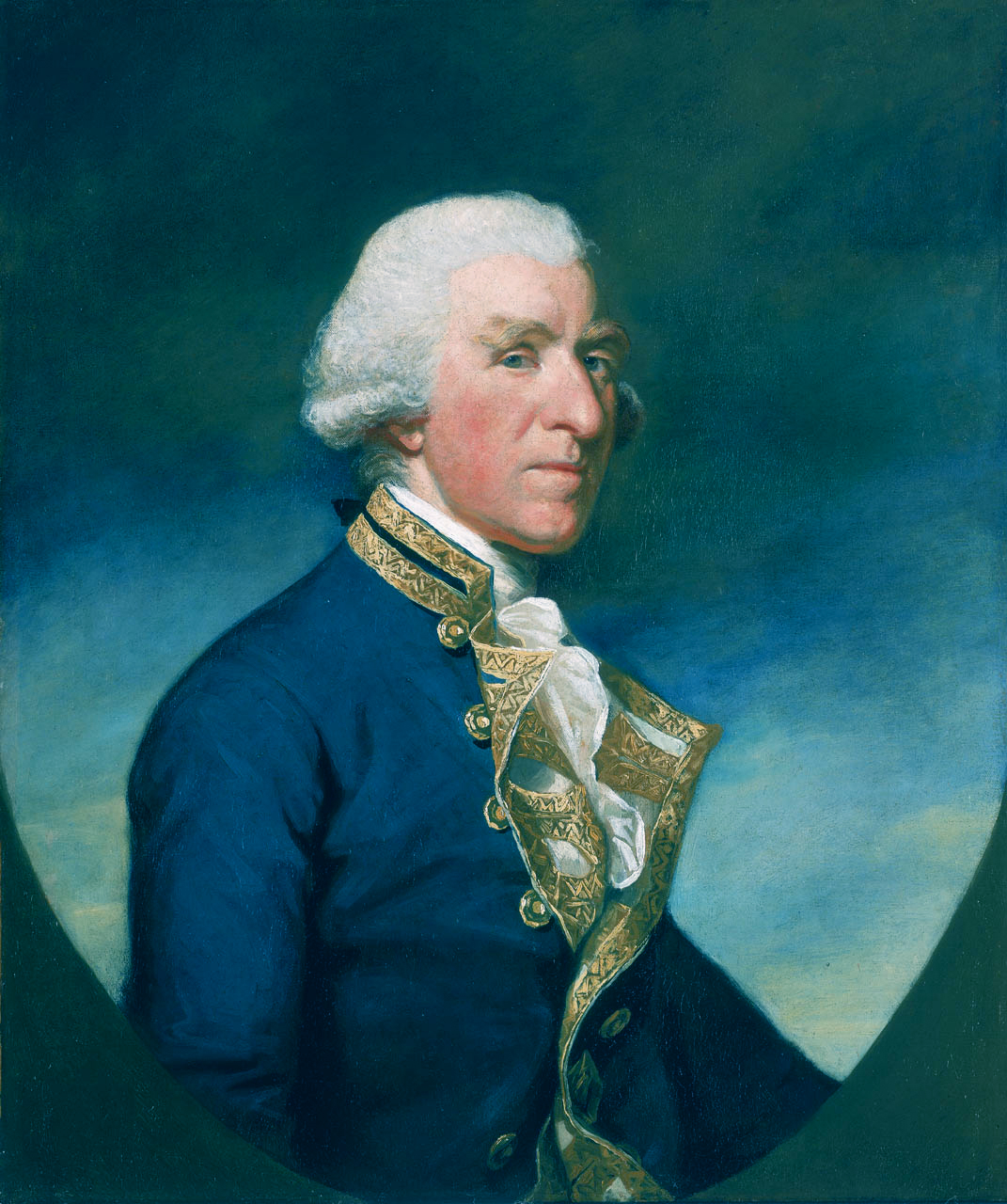
Адмирал Самуэль Худ,
1-й виконт Худ

Виконт Худ (англ. Viscount Hood) из Уитли в графстве Уорик — аристократический титул в системе Пэрства Великобритании.

## История
Титул виконта Худа был создан 1 июня 1796 года для известного британского флотоводца адмирала Самуэля Худа, 1-го барона Худа. Он уже получил титул баронета Худа из Кэтрингтона, в баронетстве Великобритании 20 мая 1778 года и барона Худа из Кэтрингтона, в графстве Саутгемптон в системе Пэрства Ирландии в 1782 году.
В 1795 году его жена Сюзанна стала баронессой Худ из Кэтрингтона, в графстве Саутгемптон, в своем собственном праве (Пэрство Великобритании). Им обоим наследовал их сын Генри Худ, 2-й виконт Худ. Его внук, Самуэль Худ, 3-й виконт Худ, принял в 1840 году по королевской лицензии дополнительную фамилию «Тиббитс», которая была у его тестя. Его правнук, Самуэль Худ, 6-й виконт Худ, был дипломатом и, в частности, занимал посты министра в британском посольстве в Вашингтоне (1958—1962) и заместителя министра иностранных дел с 1962 года по 1969 год.
По состоянию на 2025 год, обладателем титула являлся племянник последнего, Генри Литтелтон Александр Худ, 8-й виконт Худ, который сменил своего отца в 1999 году.
Также известен Александр Худ, 1-й виконт Бридпорт (1726—1814), британский военный и политик, младший брат первого виконта Худа. Депутат Палаты общин от Бриджуотера (1784—1790) и Бекингема (1790—1796), контр-адмирал (1790) и вице-адмирал (1796) британского военно-морского флота. В 1794 году для него был создан титул барона Бридпорта (Пэрство Ирландии). В 1800 году он получил титул виконта Бридпорта (Пэрство Великобритании). В 1814 году после смерти Александра Худа титул виконта Бридпорта угас, а титул барона Бридпорта унаследовал его внучатый племянник, Самуэль Худ, 2-й барон Бридпорт (1788—1868), второй сын 2-го виконта Худа. Кроме того, Александр Худ, дядя первого виконта Худа и первого виконта Бридпорта, был предком баронетов Фуллер-Экланд-Худ Сент-Одри и баронов Сент-Одри. Контр-адмирал сэр Хорас Худ (1870—1916), младший сын 4-го виконта Худа, был также выдающимся британским флотоводцем.

## Виконты Худ
- 1796—1816: Самуэль Худ, 1-й виконт Худ (12 декабря 1724 — 27 января 1816), сын преподобного Самуэля Худа (ум. ок. 1777) и Мэри Хоскинс (ум. 1766);
- 1816—1836: Генри Худ, 2-й виконт Худ (25 августа 1753 — 25 января 1836), единственный сын предыдущего;
- 1836—1846: Самуэль Худ-Тиббитс, 3-й виконт Худ (10 января 1808 — 8 мая 1846), старший сын подполковника достопочтенного Фрэнсиса Уэлера Худа (1781—1814), внук предыдущего;
- 1846—1907: Фрэнсис Уэлер Худ, 4-й виконт Худ (4 июля 1838 — 27 апреля 1907), старший сын предыдущего;
- 1907—1933: Гросвенор Артур Александр Худ, 5-й виконт Худ (13 ноября 1868 — 26 апреля 1933), второй сын предыдущего;
- 1933—1981: Самуэль Худ, 6-й виконт Худ (15 октября 1910 — 13 октября 1981), старший сын контр-адмирала достопочтенного Хораса Ламберта Александра Худа (1870—1916), внук 4-го виконта Худа;
- 1981—1999: Александр Ламберт Худ, 7-й виконт Худ (11 марта 1914 — 2 октября 1999), младший брат предыдущего;
- 1999 — настоящее время: Генри Литтелтон Александр Худ, 8-й виконт Худ (род. 16 марта 1958), старший сын предыдущего;

Наследник: Достопочтенный Арчибальд Литтелтон Самуэль Худ (род. 16 мая 1993), старший сын 8-го виконта.

## Бароны Худ
- 1795—1806: Сюзанна Худ, 1-я баронесса Худ (ум. 25 мая 1806), дочь Эдварда Линзи и жена Самуэля Худ, 1-го виконта Худа
- 1806—1836: Генри Худ, 2-й барон Худ (25 августа 1753 — 25 января 1836), единственный сын Самуэля Худа, 1-го виконта Худа, виконт Худ с 1816 года.

Дальнейшие владельцы титула (см. выше).